# Lost & Found (Melissa Tkautz)
Lost & Found è il secondo album della cantante australiana Melissa Tkautz, pubblicato il 4 dicembre 2005, a distanza di 13 anni dal precedente.
Dall'album sono stati estratti i singoli The Glamorous Life, che ha raggiunto trentunesima posizione in Australia, e All I Want.

## Tracce
1. All I Want – 5:30
2. Southern Son – 5:48
3. Breakaway – 4:54
4. True Love – 4:29
5. The Glamorous Life – 3:20
6. Blink – 7:09
7. Waiting – 4:22
8. Lies – 4:15
9. Gotta Know – 3:32
10. Goodbye Daddy – 3:25
11. Sexy (Is The Word) '05 (Radio Edit) – 4:09
12. Sexy (Is The Word) '05 (Club Version) – 7:09